# Abdelhamid Chabat
Pour les articles homonymes, voir Chabat.
Abdelhamid « Hamid » Chabat, né le 17 août 1953 à Braness dans la région de Taza, est un homme politique et syndicaliste marocain. Il est maire de la ville de Fès de 2003 à 2015, député de la circonscription Fès-Nord depuis 1997, et secrétaire général de l'Union générale des travailleurs du Maroc (UGTM) depuis 2009.

## Biographie

### Origines et études
À 23 ans, Hamid Chabat s’inscrit dans un Institut de formation professionnelle et il en sort avec un diplôme de technicien . ll obtient un travail à la Société des industries mécaniques et électriques de Fès, une usine de montage de motocyclettes. Il se fait connaître pour sa participation active aux manifestations à caractère social qu'a connues la ville de Fès, notamment les affrontements du 14 décembre 1990, qui en termes de violence est équivalente aux émeutes de 1981 à Casablanca.

### Vie familiale
Naoufal Chabat, le fils du maire de Fès Hamid Chabat, a été condamné par le tribunal de première instance de Fès, à trois ans de prison ferme pour détention et trafic de cocaïne.
Cinq autres personnes, dont un policier, le propriétaire d’un hôtel et d’une boîte de nuit huppée de Fès, poursuivis dans le cadre de la même affaire, ont écopé de la même peine assortie d’une amende 10.000 dirhams chacun.
Le maire de Fès s’est dit indigné et a affirmé que certains voulaient sa tête à l’approche des élections municipales, insinuant que le parquet général de Fès pourrait être impliqué dans cette affaire.
Hamid Chabat a par la suite qualifié le verdict de complot contre lui et l’Istiqlal, ainsi que contre l’Union générale des travailleurs du Maroc (UGTM) qu’il préside. Le maire de Fès a été jusqu’à menacer de divulguer les noms de ceux qui complotent contre lui.
Le fils de Chabat, poursuivi en état de liberté, nie depuis le début les accusations portées contre lui par un trafiquant de drogue arrêté en 2009, ainsi que celles d’une autre personne laquelle accuse Naoufal Chabat de l’avoir fourni en cocaïne.
Chabat lui affirme que ses autres fils ont également été accusés à tort par ceux qui l’envient, lui, dont le tout Fès jalouse la réussite sociale en raison de ses origines très modestes. Le maire de Fès était en effet un simple ouvrier dans une usine de montage de motocyclettes fassie.

### Syndicaliste
Affilié à l'Union générale des travailleurs du Maroc (UGTM), il en devient le leader après plusieurs années en son sein. Il fait partie des artisans du putsch sur Abderrazak Afilal el-Alami Idrissi, ancien dirigeant du syndicat. En 1992, il se présente aux élections communales et devient élu de commune de Zouagha. Il accède pour la première fois au parlement en 1997. Mais c'est en 2002 qu'il accélère sa carrière en devenant député de Fès à la Chambre des représentants. Lors des
communales de 2003, il est élu maire de la ville de Fès. Lors des législatives 2007, il se fait réélire face un poids lourd, Lahcen Daoudi du Parti de la justice et du développement. 
Le 30 janvier 2009, il est élu à la tête de l'UGTM, après avoir orchestré un deuxième putsch contre Mohamed Benjelloun Andaloussi. 

### Maire et député
Lors des communales de 2009, il est réélu maire de Fès, puis réélu député de Fès-Nord lors des législatives 2011.
En décembre 2010, le printemps arabe déferle sur toute la région. Les hommes politiques sont tous sous le choc. Chabat, très pragmatique, observe de loin et se garde de critiquer ou de supporter le mouvement.
Il n’hésite pas à critiquer une juge de Fès pour avoir instruit une affaire contre ses deux fils. Deux d'entre eux ont en effet des démêlés avec la justice pour une affaire de drogue et une affaire de recel. Hamid Chabat dénonce “Des accusations fallacieuses et calomnieuses qui visent à m’affaiblir politiquement” . 

### Patron de l'Istiqlal
En janvier 2009, il accède au comité exécutif de l’Istiqlal.  
Lors des élections pour la présidence du parti, il affronte Abdelouahed El Fassi, membre puissant du clan El Fassi qui dirige le parti depuis des dizaines d'années. 
Le dimanche 23 septembre 2012, Chabat est élu à la tête du parti de l'Istiqlal, en recueillant 478 suffrages contre 458 à son rival Abdelouahed El Fassi. 
Chabat réussit le tour de force de prendre le pouvoir dans un parti habitué aux très vieilles familles de notables de Fès.  
Hamid Chabat déclare : “Aujourd’hui est un jour historique, car nous avons libéré notre parti du clan El Fassi ."
En mai 2013, Hamid Chabat appelle a la légalisation de la culture du cannabis au nord du Maroc .
En 2014, le groupe parlementaire de l'Istiqlal propose une loi sur la légalisation de la culture du cannabis au parlement marocain mais elle est opposée par le PJD .
En 2014, une association porte plainte contre Hamid Chabat pour « vol d’un tableau ». Il s’agit du portrait de Hadj Abdeslam Bennouna, grande figure du Mouvement national au nord du Maroc, réalisé en 1935 par l’artiste Mariano Bertuchi .
Juste après l'ouverture de la session parlementaire, il entre dans une violente bagarre avec le député PAM Aziz Lebbar. Selon Hamid Chabat cette rixe a eu lieu à la suite d'un désaccord concernant le plan de réaménagement de la ville de Fès . De son côté, Aziz Lebbar affirme avoir été passé à tabac par le chef de l’Istiqlal et le député du même parti, Abdelkader Kihel, pour avoir répondu à une pique de Chabat .
En juillet 2014, il accuse le chef du gouvernement Abdelilah Benkirane un jour, d'avoir des relations avec l'organisation Daech (État islamique en Irak) et affirme que le gouvernement marocain aurait établi en secret une coopération avec les services de renseignements israéliens .  
Après avoir acté son divorce avec le Parti de l'Istiqlal , il rejoint officiellement le Front des Forces Démocratiques ,le 07 août 2021 

#### Défaite de 2015
Lors des élections communales de 2015, il subit une cinglante défaite à Fès en étant vaincu par Driss Azami Al Idrissi du PJD.   
Son parti l'Istiqlal ne remporte que neuf sièges au conseil municipal contre 30 sièges pour le PJD.  
Sur internet resurgit une vidéo où Chabat affirmait à la télévision qu'il allait démissionner si son parti n'arrivait pas premier aux élections . Les appels à  la démission se multiplient .

#### Poursuites contre ses fils
En octobre 2015, la commission gouvernementale chargée du suivi des élections annonce l'ouverture de poursuite judiciaires contre ses fils Naoufal Chabat et Nabil Chabat pour achat de voix .